# Lucas Paetus
Lucas Paetus, né en 1512 à Rome et mort en 1581 dans la même ville, est un jurisconsulte et antiquaire italien.

## Biographie
Lucas Paetus naquit en 1512, à Rome, d’une famille honorable. Il suivit la carrière du barreau et fut selon toute apparence attaché comme juge ou assistant à quelque tribunal. Il mourut en 1581, âgé de 69 ans, et fut inhumé dans l’église San Nicola in Carcere, où il avait choisi sa sépulture et fait diverses fondations pieuses. Son épitaphe, qu’il avait composée lui-même, a été recueillie par Pierluigi Galletti dans les Inscriptiones romanæ, t. 2, p. 251.

## Œuvres
On connaît de Pætus deux ouvrages rares :
- De judiciaria forma Capitolini fori libri IX, Rome, Paul Manuce, 1567, in-8°. Quelques biographes en citent une édition de Venise, 1579, in-4°, dont l’existence paraît douteuse.
- De mensuris et ponderibus romanis et græcis cum his quæ hodie Romæ sunt collatio libri V. — Ejusdem variarum lectionum liber unus, Venise, Alde, 1573, petit in-fol. de 47 feuilles. Il en existe une édition sortie la même année des mêmes presses, format in-4° (voy. le Catalogue de bibliothèque d’un amateur, t. 1, p. 241). Le traité de Pætus De mensuris est rempli d’érudition. Il a été réimprimé par Gronovius dans le Thesaur. antiquitat. romanar., t. 11, p. 1609, avec la dédicace de l’auteur au pape Pie V. Les deux éditions sont accompagnées de planches représentant les poids et mesures des Romains.